# Рамочная конвенция ООН об изменении климата

Эмблема РКИК

Рамочная конвенция ООН об изменении климата (сокр. РКИК, в оригинале — Framework Convention on Climate Change, UN FCCC) — международное климатическое соглашение о совместной борьбе с последствиями опасного вмешательства человека в естественные природные системы, которое стало причиной глобального изменения климата. Это является частью научного консенсуса по изменению климата. Конвенцию приняли и подписали представители правительств 154 стран на «Саммите Земли» в Рио-де-Жанейро в 1992 году. РКИК вступила в силу 21 марта 1994 года,.
РКИК призывает страны продолжать научные исследования по проблеме глобального изменения климата и путём регулярных встреч и переговоров разработать план и политику, при которых экосистемы смогли бы естественным образом адаптироваться к новым климатическим условиям, гарантировалась общая продовольственная безопасность, а экономическое развитие было устойчивым.
Подписавшие РКИК страны-участницы называются сторонами конвенции и делятся на три группы: развитые страны (Приложения I), развитые страны с особыми финансовыми обязательствами (Приложения II) и развивающиеся страны. На момент подписания в перечень стран Приложения I входили 38 государств с продвинутой экономикой, к странам Приложения II были отнесены те из них, которые приняли на себя особые обязательства финансового характера по помощи развивающимся странам и странам с переходной экономикой.
Первой реализацией РКИК стал подписанный в 1997-м и действовавший в 2005—2020 годах Киотский протокол. На смену Киотскому протоколу пришло подписанное в 2016-м Парижское соглашение.
На 2023 год РКИК подписана 198 странами мира, включая все страны бывшего СССР и все государства с развитой экономикой. Высшим органом принятия решений РКИК является ежегодная Конференция ООН по вопросам изменения климата, на ней стороны оценивают прогресс в борьбе с изменением климата.
РКИК часто подвергается критике в связи с тем, что многие ключевые страны-участницы соглашения не выполняют своих обязательств и что с момента её принятия парниковые выбросы продолжают увеличиваться.

## Предпосылки и подготовка

График роста концентрации диоксид углерода в земной атмосфере по данным обсерватории Мауна-Лоа

С середины 1980-х учёные отмечали резкий рост среднемировой температуры и говорили о том, что он может привести к катастрофическим последствиям для человечества. По инициативе Всемирной метеорологической организацией и ООН в 1988 году была создана Межправительственная группа экспертов по изменению климата (МГЭИК), которая на основе анализа новейших научных исследований по проблемам климата подготовила и в 1990 году опубликовала сводный доклад. Эксперты МГЭИК пришли к выводу, что рост среднемировой температуры провоцируют антропогенные выбросы парниковых газов, и призвали к активным действиям по их снижению. Постепенно сформировался консенсус по поводу необходимости создания документа, который юридически обязал бы государства снижать эмиссии парниковых газов и бороться с последствиями глобального изменения климата. После серии разносторонних переговоров под эгидой Генеральной Ассамблеи ООН 21 декабря 1990 года был сформирован Межправительственный комитет по ведению переговоров о рамочной конвенции по изменению климата. В результате его работы к 1992 году была подготовлена база для будущей конвенции. Финальный текст РКИК был сформирован в ходе заседания Межправительственного переговорного комитета в Нью-Йорке с 30 апреля по 9 мая 1992 года. Конвенция была принята 9 мая 1992 года и открыта для подписания 4 июня 1992 года на Саммите Земли в Рио-де-Жанейро. 12 июня 1992 года 154 страны подписали конвенцию и обязались с момента её ратификации снижать эмиссию парниковых газов, чтобы снизить пагубное антропогенное вмешательство в климат Земли. РКИК предусматривала значительное сокращение выбросов. Начиная с 1995-го стороны РКИК ежегодно собираются на Конференции ООН по изменению климата для оценки успехов и обсуждения дальнейших действий.
С 1996 года секретариат UNFCCC располагается в кампусе ООН в Бонне, Германия. Его офис сначала находился в Haus Carstanjen, позднее были переведён в Langer Eugen. С 2022 года секретариат ООН по вопросам изменения климата занимает собственное здание — Climate Tower (букв. «Башня климата»).

## Цели и принципы конвенции
Текст конвенции разделён на 26 статей и включает два приложения. Цель РКИК заключается в том, чтобы:

добиться <…> стабилизации концентраций парниковых газов в атмосфере на таком уровне, который не допускал бы опасного антропогенного воздействия на климатическую систему <…> в сроки, достаточные для естественной адаптации экосистем к изменению климата, позволяющие не ставить под угрозу производство продовольствия и обеспечивающие дальнейшее экономическое развитие на устойчивой основе.

Согласно РКИК, к 2000 году стороны Приложения I должны стабилизировать эмиссии парниковых газов (двуокиси углерода и других антропогенных парниковых газов, не регулируемых Монреальским протоколом) на уровне 1990-го.
РКИК учитывает разные возможности государств в зависимости от степени развитости их экономики. Конвенция предполагает сотрудничество сторон в научных и практических вопросах, а также движении к созданию открытой и устойчивой глобальной экономики.

## Соглашения в рамках РКИК

### Киотский протокол
На Первой международной Конференции ООН по вопросам изменения климата в Берлине стороны пришли к согласию в том, что снижения выбросов парниковых газов странами Приложения I до уровня 1990 года не будет достаточно для решения проблемы глобального изменения климата, поэтому требуется новая договорённость и новые, более амбициозные цели. Результатом нескольких лет переговоров стал принятый на COP3 Киотский протокол.
Всем странам, ратифицировавшим Киотский протокол, за его первый период действия удалось достичь поставленных целей. Оценка результатов действия второго периода Киотского протокола запланирована на 2023 год и должна будет быть проведена на COP28 в Дубае.

### Балийский план действий
На COP13 в декабре 2007 года на Бали стороны РКИК разработали Балийский план действий — курс переговоров и мер для выработки и достижения долгосрочных совместных действий в борьбе с глобальным изменением климата. В рамках Балийского плана действий стороны договорились о количественном измерении объёма выбросов и уровней, до которых их необходимо снизить. Стороны из числа развивающихся стран договорились двигаться к переходу на модели устойчивого развития, предпринимая подлежащие измерению, оценке и отчётности меры.

### Копенгагенское соглашение
По итогам 15-й конференции COP в Копенгагене 7-18 декабря 2009 года было принято Копенгагенское соглашение. Четырёхстраничный документ в сжатой и обобщённой форме обрисовывал дальнейшие шаги сторон в преодолении климатического кризиса. Важнейшим его успехом стало достижение сторонами идеологического и принципиального консенсуса: уровень в 2 °C был принят как максимально допустимое увеличение глобальной температуры относительно доиндустриального уровня. Соглашение также предусматривало учреждение Зелёного климатического фонда для помощи беднейшим странам, особенно страдающим от изменения климата.

### Канкунские договорённости
В 2010 году на COP16 в Канкуне стороны выработали пакет соглашений под общим названием Канкунские договорённости. Этот 16-страничный документ конкретизировал и детализировал идеи Копенгагенского соглашения.

### Дурбанская платформа
На COP17 стороны пришли к согласию в том, что Балийский план действий устарел и уже не был эффективен в борьбе с ростом среднемировой температуры. Для достижения целей РКИК на COP17 стороны выработали новый документ — Дурбанскую платформу, в которой впервые были объединены в общий пакет обязательства как развитых, так и развивающихся стран. Дурбанская платформа стала фундаментом для решений по второму периоду действия Киотского протокола и заложила основы будущего Парижского соглашения.

### Парижское соглашение
Парижское соглашение было разработано на смену Киотскому протоколу, принято на 21-м климатическом саммите в 2015 году и вступило в силу 4 ноября 2016 года. В рамках соглашения 197 стран договорились стремиться сдержать рост общемировой температуры ниже 2 °C, а по возможности — 1,5 °C. Для этого потребуется уже к 2050 году свести к нулю эмиссию парниковых газов. В рамках Парижского соглашения стороны опираются на добровольные, определяемые на национальном уровне показатели, оно не предусматривает механизма принуждения и не является юридически обязательным. Помимо этого, в Парижское соглашение входят меры по повышению устойчивости стран к изменению климата, увеличению их адаптивности к новым условиям и возможность обеспечить продовольственную безопасность и экономический рост при низком уровне эмиссий парниковых газов. Третьим основным пунктом соглашения является приведение финансовых потоков в соответствие с новым, устойчивым курсом развития.

## Ключевые элементы

### Национальные доклады
Все ратифицировавшие РКИК развитые страны раз в 4 года должны предоставлять ООН Национальные доклады о кадастре выбросов и поглотителей (National Inventory Reports). От развивающихся стран ожидается стремление предоставлять свои доклады с такой же периодичностью, однако некоторым из них это не удаётся уже последние 15 лет.
Национальные доклады стандартизированы и составляются согласно разработанному сторонами протоколу, который обсуждался на COP. В своём докладе каждая страна описывает меры, которые она предпринимает для снижения уровня выбросов, а также описывает вызовы и угрозы, которым подвергается в связи с глобальным изменением климата.

### Определяемые на национальном уровне вклады (ОНУВ)

Крупнейшие эмитенты CO2, по данным за 2015 год

Определяемые на национальном уровне вклады (ОНУВ) являются одним из ключевых элементов Парижского соглашения. ОНУВ — это национальный план по смягчению последствий изменения климата, в котором каждая страна устанавливает собственные климатические цели (находящиеся в пределах установленных Парижским соглашением) и перечисляет предпринимаемые для их достижения меры, а также описывает необходимую ей помощь.

### План действий по климатическому просвещению (ACE)
План действий по климатическому просвещению (Action for Climate Empowerment (ACE)) — образовательные и просветительские инициативы 6-й статьи РКИК, которые в 2015 году были объединены под общим названием. В статье 6 оригинального текста конвенции от 1992 года перечислены основные направления действия сторон: климатическое просвещение, образование, обучение персонала, вовлечение широкой общественности в активную работу по борьбе с изменением климата, а также международное сотрудничество в этих сферах. ACE призывает правительства вести образовательные и просветительские общественные программы, обучать научный, технический и управленческий персонал, делать информацию более доступной, поощрять и популяризировать вовлечённость граждан в инициативы по борьбе с изменением климата. ACE также призывает страны к международному сотрудничеству в сфере климатического просвещения.

## Стороны РКИК
Подписавшие РКИК страны делятся на три категории:
РКИК устанавливает различные обязательства для трёх категорий государств, подписавших его. В эти три категории выделяются развитые страны, развитые страны с особыми финансовыми обязательствами и развивающиеся страны. В список развитых стран (также страны Приложения I) первоначально входили 38 государств: Европейский союз и 13 восточноевропейских государств с переходной демократией и рыночной экономикой. Все они входят в Организацию экономического сотрудничества и развития (ОЭСР). РКИК призывает страны Приложения I принимать меры по смягчению последствий глобального изменения климата, сокращая антропогенные выбросы парниковых газов так, чтобы вывести их на уровень 1990 года.
К странам Приложения II относятся развитые страны с особыми финансовыми обязательствами, за исключением тех, где идёт процесс перехода к демократии и рыночной экономике. Страны Приложения II призваны предоставить финансовые ресурсы для покрытия расходов развивающихся стран, которые они несут при выполнении своих обязательств по учёту эмиссий и созданию углеродных ловушек, относительно выбросов, не контролируемых Монреальским протоколом. Развивающиеся страны должны предоставлять национальные доклады о кадастре выбросов и поглотителей (National Inventory Reports) в секретариат РКИК в Бонне.
- Страны Приложения I (члены Организации экономического сотрудничества и развития и страны с переходной экономикой, см. таблицу), принявшие на себя особые обязательства по ограничению выбросов;
- Страны Приложения II (исключительно члены ОЭСР), принявшие на себя особые обязательства финансового характера по помощи развивающимся странам и странам с переходной экономикой (включая помощь в разработке и внедрении экологически чистых технологий);
- Развивающиеся страны.

## Вспомогательные органы

### Постоянные
- Вспомогательный орган для консультирования по научным и техническим аспектам (Subsidiary Body for Scientific and Technological Advice, SBSTA) — был учреждён в соответствии с 9-й статьёй РКИК и служит для предоставления сторонам научной, технологической и методологической информации, включая руководства по улучшению стандартов национальных отчётов и регистров выбросов[33].

- Вспомогательный орган по осуществлению (Subsidiary Body for Implementation, SBI) — учреждён в соответствии с 10-й статьёй РКИК и служит для оценки и анализа реализации положений конвенции, например, обрабатывая национальные отчёты, предоставляемые сторонами конвенции. Он также занимается финансовыми и административными вопросами[33].

### Временные
- Специальная рабочая группа по Берлинскому мандату (Ad hoc Group on the Berlin Mandate, AGBM) работала с 1995 по 1997 год[34].
- Специальная рабочая группа по обязательствам развитых стран в рамках Киотского протокола (СРГ КП) была учреждена сторонами Киотского протокола в 2005 году и закончила свою работу в 2012-м[35].
- Специальная рабочая группа по долгосрочным мерам сотрудничества (закрыта на конференции в Дохе).
- Специальная рабочая группа по Дурбанской платформе для усиленных действий (AWG on the Durban Platform for Enhanced Action) была создана на COP17 для разработки текста будущего Парижского соглашения[36].

## Критика
РКИК и принятые в её рамках соглашения часто подвергаются критике как неэффективные в борьбе с глобальным изменением климата. Несправедливым и неэффективным называют сам механизм принятия решений: поскольку все они должны быть приняты единогласно, даже небольшой группе стран легко заблокировать общий прогресс. Критики называли Киотский протокол недостаточно амбициозным, его инструменты — излишне бюрократическими, а общую рамку — допускающей слишком много возможностей для уклонения, при этом навязывая единственную модель работы. Отсутствие значимого прогресса по целям РКИК стало поводом для США не ратифицировать Киотский протокол, а для Канады — причиной выйти из него в 2011 году. К 2019 году уровень выбросов парниковых газов не только не снизился, но и вырос, на 60 % превысив уровень 1994-го. Сторонники конвенции объясняют это непрекращающимся вмешательством гигантов нефтяной и газовой индустрии, которые не только не снижают свою производительность, но и лоббируют методики улавливания CO2 с малоподтверждённой эффективностью.